# 岩田光央・鈴村健一 スウィートイグニッション
『岩田光央・鈴村健一 スウィートイグニッション』（いわたみつお・すずむらけんいち スウィートイグニッション）は、2003年4月5日より放送されている声優の岩田光央、鈴村健一がパーソナリティを務めるラジオ大阪制作のラジオ番組。

## 番組概要
- 番組内での2人の呼び名はそれぞれ「ロックン」（岩田の“岩”に由来）「ピンピン」（健一の“一”に由来）であり、2人をひっくるめて「ロッピン（コンビ）」と呼ぶこともある。
- 「ラジオネーム」を、女性リスナーは「スウィートネーム」、男性リスナーは「着火ネーム」と呼び分けている。
- ラジオ大阪のアニラジゾーン1314 V-STATIONの中核をなすプログラムであり、携帯サイトにおけるランキングでも常に上位に位置している。
- 後述する通り、かつては複数のネット局が30分版を放送していたが、2016年9月25日放送分をもってKBCラジオおよびSTVラジオでの放送が打ち切られたためネット局が消滅。翌月からは事実上の関西ローカル番組となった。
- V-STATIONの他の番組同様完全な「録って出し」の放送であるため、生放送のように台本の読み間違いや小さいアクシデントがあってもカットされずにそのまま放送されている。超!A&G+で放送していた時代は後半30分のオープニングも収録されるため、ラジオ大阪ではオープニングトークを2回聴くことになる。
- 岩田光央が中国茶を趣味にしていることと、鈴村健一がグルメであることから、食べ物に関係する話がよくされる。また2人共、旅行が好きであるために行楽に関する話も多い。
- ラジオ大阪制作の番組ゆえ、公開録音などのイベントは西高東低の傾向があったが、最近は東京方面でも岩田、鈴村両者参加のイベントの数が増えている。
- 少数ながら韓国やイギリスのロンドンにもリスナーがいて、たまにメールが寄せられることがある。
- 放送中、両者のトークやリスナーからのメールの内容に下ネタが非常に多く含まれており、総集編CD「飛び出せ！！スウィートイグニッション」シリーズ（後述）では、「まだまだディケイド」からジャケットに「＜注意＞下ネタも沢山入っていて、家族の団欒中に聞く事は、家庭崩壊を招いたり、信頼度を下げる恐れがありますので、こっそりお聞きする事をオススメしちゃいます！」という注意喚起（？）がなされる様になった。

## 放送時間
- ラジオ大阪（2003年4月5日 - ）
  - 2003年4月6日（5日深夜） - 2003年9月：毎週日曜日 0:00 - 1:00（土曜日深夜）
  - 2003年10月 - ：毎週土曜日 22:00 - 23:00

番組制作局かつ2016年10月現在、唯一の地上波での放送局。本番組開始当初は深夜帯での放送だったが、2003年秋の改編時より現在のプライムタイム帯へ移動し、以後、時間枠変更はされていない。2011年12月24日は『ラジオ・チャリティー・ミュージックソン』放送日と重なるため、該当分はラジオ日本（当時）で先行放送したうえで、ラジオ大阪では12月28日（水）の0:00 - 0:30に振替放送する。
- ニコニコチャンネル（ニコニコ生放送）（2010年3月1日 - ）：毎週土曜日 22:00 - 23:00
「岩田光央・鈴村健一 スウィートイグニッションチャンネル」というチャンネル名で、2010年3月1日の15:00に開設された。カテゴリはアニメで、チャンネル番号は1314[1]ch。ラジオ大阪の放送エリア外でも60分版を聴く事ができるが、聴取には同チャンネルへの入会および月額制のプレミアム会員登録が必要になる。公式サイトには「ニコ生で同時放送」と記載されているが、ライブストリーミングによる配信の都合上、地上波より数分の遅れが発生する。通常放送分は音声のみの配信になるが、「おしゃべりイグニッション」のダイジェストやパーソナリティからのメッセージなどは動画で配信される。
2024年6月8日から8月17日まではニコニコサービスへの大規模なサイバー攻撃を受けたことにより、ニコニコチャンネルやニコニコ生放送を含むニコニコサービス全体が利用不能となったため、配信を休止。

過去に放送していたネット局など
- AG-ON（配信開始および終了時期不明）：毎週土曜日に更新されていた。
- 文化放送（2003年4月 - 2003年9月）：毎週金曜日 1:30 - 2:00（木曜日深夜）
- RKBラジオ（同上）
- ラジオ福島（2003年10月6日〈5日深夜〉 - 終了時期不明）：毎週月曜日 0:00 - 0:30（日曜日深夜）
- ラジオ日本（2003年秋 - 2013年7月2日〈1日深夜〉）：毎週火曜日 2:00 - 2:30（月曜日深夜）
開始当初は毎週火曜日 1:30 - 2:00[2]（月曜日深夜）に放送されていた。
2007年1月8日 - 同年4月2日放送分は60分版で放送。
- 九州朝日放送（2014年7月7日〈6日深夜〉 - 2016年9月26日〈25日深夜〉）：毎週月曜日　1:05 - 1:35（日曜日深夜）
- 超!A&G+（2014年7月12日 - 2019年9月29日）
  - 2014年7月12日 - 2015年7月4日：毎週土曜日 20:00 - 20:30
  - 2015年7月12日 - 2019年9月29日：毎週日曜日 18:00 - 18:30
  - リピート放送（2014年7月13日 - 2015年7月5日）：毎週日曜日 7:00 - 7:30

30分版を配信する。2016年10月1日放送分より、30分版の地上波ネット局が消滅したため30分版オープニングの冒頭に岩田から超!A&G+向けの挨拶が行われる様になった。
- STVラジオ（2014年10月6日〈5日深夜〉 - 2016年9月26日〈25日深夜〉）
  - 2014年10月6日 - 2015年3月30日：毎週月曜日 0:30 - 1:00（日曜日深夜）
  - 2015年4月6日 - 2016年9月26日：毎週月曜日 1:30 - 2:00（日曜日深夜）

## コーナー

### 現在放送中
ば〜かシックレコード研究所
リスナーから寄せられた、多くは言い間違い・勘違いに由来する一見不可解な言葉・セリフを紹介するコーナー。コーナー上では「遠い過去からはるか未来に起こるすべての出来事を記した運命の記録」ば〜かシックレコードを記録・編纂するために「全世界に配置されたばか研究員」(リスナー)がば〜かシックレコードの「片鱗」を探索・報告し、「ばかドクター岩田」と「ばかチャネラー鈴村」が検証・チャネリングするという設定になっている。毎週コーナー終了時には「さらなる低次元な存在へと人類が生まれ変わるまでへのカウントダウン」が行われており、通例本番組の投稿コーナーは1年周期で交代するため、このカウントダウンが0になった時点で番組が終了するとされていたが、2010年9月29日放送分の時点で「残り4日」とカウントされて以来「さらなる〜」への日数は増え続けている。当初、OPのBGMに映画『2001年宇宙の旅』で使われているツァラトゥストラはこう語ったが使用されており、OPだけで1分20秒もかかったため「歴代の投稿コーナーのOPと比較しても最長」とフリートーク内で述べられたものの、あまりにも尺が長すぎたためかコーナー開始後2カ月でOPの曲は別の物に差し替えられ、OPの所要時間も45秒と短縮された一方で現在でも稀にツァラトゥストラはこう語った旧バージョンでコーナーを始める事がある。
後半OP「電波ネタ」
「電波」という単語を混ぜた一言ネタをリスナーから募集し、鈴村の第一声とするコーナー。後半30分（ラジオ日本）のオープニング時に設けられているが、ラジオ日本が60分放送をしていた期間は、最初に時間移動していた。
「ラジオ スウィートイグニッションナイター」
後半30分エリアOPトークの前振りを行う。
「Let’s大阪知り大使」
ラジオ大阪の地域SNS「大阪本音っと」の始動を受けて「大阪をホームタウンとする『スウィートイグニッション』も、大阪本音っとで大阪について語り合おう」という目的で立ち上げられた企画。岩田は「大阪のデートスポット」について、鈴村は「大阪のB級グルメ」について情報を募集し、それぞれ紹介し合う。
「ふつおた」
ふつうのおたより。以前は前半、後半の各末尾に設けられていたが、現在は「刑事シリーズ」が組まれていた後半のオープニング後から「甘酒横丁の口説きバー」までの間に移動している。これにより関東地区のリスナーはふつおたの紹介を聞き逃す心配がなくなった。
アニメロミックスプレゼンツ「甘酒横丁の口説きバー」
鈴村を相手役にリスナーからの「思い人への告白」に関する投稿を紹介する週と、ゲストを招いて「ゲストが思い人へ告白したいシチュエーション」でのシミュレーションを行う週を交互に行う。2004年4月にスタートし、一度は2005年3月に終了したが2006年4月より復活した。
ゲストとの会話は「アニメロミックス Dear Girl」で着トークとして配信されている。
2007年4月より、リスナーへの募集内容が「『あの時、こう言って欲しかったなぁ…』『こう言ってくれれば嬉しかったのに…』と感じたフレーズ」に変更され、リスナーからの投稿を紹介する週のみ「『甘酒横丁の口説きバー』開店前」にリニューアルした。
2009年からは、バーにダーツ場が設けられ、ゲストが登場する回ではシチュエーションの設定を、ダーツ結果を基に選ばれたリスナーからのリクエストで決定するというシステムに変わっている。

### アミューズメントメディア総合学院学生参加コーナー
毎年概ね6月〜翌年4月にかけて、アミューズメントメディア総合学院（以下AMG）学生の中から代表者を選出し、コーナーでの出演を兼ねて番組アシスタントの選考を行う。最後に残った1人又は2人には約2〜3ヶ月間、番組内で1つのコーナーを設ける事が出来る。

#### スウィートジャッジ
番組オリジナルの公開裁判。リスナーからの自首（告発も募集していたがそれが採用されたケースは今までない）による訴状を読み、検事側、弁護側に分かれて論争する。陪審員（リスナー）から見解を募り数週（おおよそ1か月）かけて論議し、最終的には有罪（検察側）、無罪（弁護側）それぞれの見解の得票数（多数決）で判決が行われ、有罪判決の場合は弁護し切れなかったとして弁護側代表が、無罪判決の場合は不当な求刑をしたとして検事側代表が刑の執行（罰ゲーム）を受けねばならない。
AMG学生代表にとっては登竜門的なコーナーとなっているが、刑罰（罰ゲーム）は下に示すようなかなり洒落にならない内容の時もあり、一種の芸人修行の場とも捉えかねない。
過去に適用された主な刑罰（罰ゲーム）
- 餅巾着の刑 - あつあつに煮上がった餅巾着をほおばらなければならない。
- ケータイメモリー全消去の刑 - その名の通り、携帯電話のアドレス帳に登録された電話番号、メールアドレス等を有無を言わせず全消去させられる。この刑をかけた裁判の時は岩田が敗訴してしまい、後に岩田は全部改めてアドレス帳を打ち直さねばならなくなった。
- 鼻ゲッティの刑 - 激辛のキムチスパゲッティを鼻から吸引する。

#### 発掘！珠玉のふつおた（2005年、2008年、2009年実施）
岩田、鈴村が採用しなかった「ふつおた」の中からAMG代表学生がいくつか紹介し、話題を膨らませるとともに、なぜ2人はこれを採用しなかったのかを問うコーナー。見習いである学生が現役の声優に対して堂々と優位な態度を取れるコーナーでもある。

#### スウィートグランプリ （2003年夏期、2006年夏期に実施）
- 鈴村（2006年版末期は岩田）とAMGの学生の、一言ギャグによる1対1の真剣勝負。ただし2003年に行われたものと2006年に行われたものとではルールが異なっている。
- 2003年に行われたもののルールは「笑うと負け」。つまりにらめっこの言葉遊び版で、相手を笑わせるように仕向けつつ、相手のギャグに笑ってしまわないように注意する。相手が微笑すれば「有効」となり、「有効」を2回取るか相手が大笑いすれば「一本」で即勝利と柔道のルールに準じている。ただし自分のギャグに自分も笑ってしまうと「指導（自爆）」となり減点されるため、ただ面白いネタを選べばいいとは限らない。3回勝負で笑いによる「一本」が両者とも取れなかった場合は、「有効」「指導」の点数合計による判定の末決着する。主に鈴村が男性リスナーからのネタを、AMGの学生が女性リスナーからのネタを選出していた。
- 2006年版では司会者を大笑いさせると勝ちというルールで、3回勝負で決着がつかなかった場合は司会者の判定（独断）で勝者を決めていた。主に鈴村が女性リスナーからのネタを、AMGの学生が男性リスナーからのネタを選出しており、2003年とは逆になっていた。それ以外は2003年のルールに準じていた。司会者は2003年と同様岩田が行っていたが、末期は鈴村が司会を担当し、岩田はAMG学生の対戦相手に回っていた。

#### 現代伝承捜査班・FSI（2007年6月〜11月中頃実施）
2007年度のAMG学生代表出演コーナー。現代に息づく不可思議な「言い伝え」を、FSIにインターンとして配属されたAMGの学生が情報収集し、コーナーではそれを分析、議論した。

### 以前にあったコーナー

#### 後半30分オープニング
集合ォ〜! （2003年4月〜2004年3月）
応援団長に扮した岩田光央が、団員に扮した鈴村健一に「ピンチな出来事」の際に言う「とっさの一言」について問うコーナー。鈴村の回答による岩田のリアクションはたいてい「お叱り」だが、まれに褒める回もあった。BGMには一世風靡セピアの『前略、道の上より』が使われていたが一部の番組CDにも「名場面集（回想）」としてこのコーナーが収録されているが、そこでは著作権の保護からか、BGMが別のアレンジ曲になっている。2004年と2005年のVステ冬の陣では、特別コーナーとして復活した。
なんつってアワー （2004年4月〜2005年3月）
同曲のアレンジある週ごとに異なった短い曲を演奏しており、このコーナーで演奏された曲をすべてCDにまとめ、「飛び出せ!!スウィートイグニッションπr2」として通信販売及び1314 V-STATIONのイベントで開店する「Vステショップ」で販売された。
留守番電話 （2005年4月〜2006年4月途中）
岩田の留守番電話に1件入った留守録を再生するコーナー。留守録の声の主は鈴村だが、なぜか鈴村が岩田の兄という設定になっている。第一声はほぼ必ず「ああ、俺、俺。今日も連絡ミスで○○○（どこか施設の名前、もしくは地名）」だった。
キューちゃんの日記
岩田と九官鳥のキューちゃん（声：鈴村）とのやりとりの寸劇。頭は磐田の朗読による日記の出だしになっており、日付はラジオ大阪での放送日に合わされている。後半30分（ラジオ日本）のオープニングに設けられている。
2006年4月より始まり、一度2008年3月で終了したが、2009年4月から復活し、9月分最終週まで放送された。
LOTTE「スウィートレター」(2007年4月〜2009年3月)
その月のテーマであるロッテの商品に対する「お菓子に寄せる想い」をラブレターとして募集し、パーソナリティが朗読するコーナー。どのくらい胸がキュンとなったかが焦点であり、評価の得点には「キュン」という単位が用いられる。ただし、読み手である岩田、鈴村にNG（読み間違い）があれば、その分「キュン」は減少してしまう。0キュンが最低ではなく、ごく稀にマイナスが出る事もあった。ロッテがコーナースポンサーという縁からか、ロッテからの商品の差し入れが毎週行われていたがラジオ大阪のみ放送の前半30分枠でしかそれが披露されない。
イグニ歌劇団「今夜は☆トゥナイト♪」(2008年4月〜2009年9月)
リスナーからの「残酷な目にあった体験」を岩田が「エルトン」、鈴村が「ブルース」という役者にそれぞれ扮したイグニ歌劇団がアドリブ製作の歌をもって慰めるコーナー。リスナーからの体験談は「暮らしの残酷物語」という扱いで、「リスナーからのお便り・メールを読む＝おさらいする」という設定であった。当初はエルトンとブルースのコンビでコーナーを進める設定になっていたが、途中から「Mr.ブロードウェイ」(鈴村)なる人物がブルースが不在の週に乱入するようになり、コーナー冒頭でエルトンがMr.ブロードウェイに関連してブロードウェイを茶化したギャグ
- 「ライオンキンゲなる劇にワカメ役で出演(のちに昆布役へ昇格)することになった」
- 「『本場のブロードウェイでの出演が決定した』とまくし立てておきながら、先述の『ブロードウェイ』とは中野ブロードウェイであった」等多数を披露した。コーナー末期になるとブルースが失踪し、2009年9月28日の最終回までエルトンとMr.ブロードウェイのコンビで放送することとなった。

#### 岩田光央のコーナー
大丈夫だーっ! （2003年4月〜2004年3月）
「滅入りそうになったら岩田に連絡」がキャッチコピー。リスナーからの凹んだ体験談を紹介し、岩田光央が「大丈夫だーっ!」と慰めるコーナー。まれに「大丈夫じゃねぇー!」と言うこともあった。週ごとに、岩田が最も気に入った内容のメール（ハガキ）を「大丈夫だーっ!の星」として選出し、選ばれたリスナーには岩田よりメールが送られた。
オレ頑張ってんだよぉ! （2004年4月〜2005年3月）
「頑張っているのに空回り」している男性「クラッチ男子」を紹介し、岩田が最も気に入った内容のメール（ハガキ）を「空回りプリンス」として選出し、選ばれたリスナーには岩田より「謎の暗号」が送られた。後に対象が男性に限らなくなり「クラッチ人間」から「空回りセレブ」を選出するようになるが、岩田が「空回り」を「空振り」と読み間違えることがあまりにも多かったため、後期には「空振りセレブ」と呼ぶことになった。
叱って!泣き虫先生 （2005年4月〜2006年4月途中）
「グレたくなったら岩田に連絡」がキャッチコピー。学校や社会に反抗したくなった（グレたくなった）体験談を紹介し、泣き虫先生に扮した岩田光央が一喝するコーナー。
「明日の私にこんばんにゃ」（2006年4月途中〜2008年3月）
岩田光央が、リスナーの「やんなっちゃたこと」を大人の色気たっぷりに解決するコーナー。
このコーナーがスタートしたのは2006年4月。その当時より、岩田光央が2006年7月31日で39歳を迎えるということで、コーナー開始時に「今年で39歳の⋯」というコメントが毎回流れていた。2007年を迎えた当初も、敢えて「今年で39歳の⋯」のままで放送されていたが、しばらくして「39歳の⋯」部分に鈴村が「40」または「初老」などを無理矢理被せて修正するようになった。岩田の40歳の誕生日である2007年7月31日以降は、被せる言葉が「40」「初老」に拘らなくなった。

#### 鈴村健一のコーナー
ニンゲンだもの……　（2003年4月〜2004年3月）
鈴村健一が見かけた「うつむきがちな人」の報告を紹介し、それに対するリスナーからの励ましのお便りを紹介するコーナー。「うつむきがちな人」に該当する人が鈴村本人になる回も多くあった。
燃えろイイ女! （2004年4月〜2005年3月）
コーナー名そのままの「燃えているいい女」を紹介するコーナー。
ピンピン大菩薩 （2005年4月〜2006年4月途中）
リスナーの「ついやっちゃった事」「よくないとは分かっているけどやめられない事」を大菩薩に扮した鈴村健一が審判するコーナー。大抵は「許しますよ」や「ナイス!」という答えが返るが、まれに「大魔人」と化して怒り出したこともあり、2005年12月4日(日) 大阪・京橋 ツイン21アトリウムでの「STOP AIDS 特別番組」公開録音にてテスト勉強をサボタージュしてイベントに参加していることへの許しを乞う旨のメールが読まれたが、そのメールを送った女性リスナーが偶然岩田・鈴村の眼前に居たため文字通り「大魔人」が君臨し、その場で彼女を叱りつけた。
「お祭り野郎/デンパ組」（2006年4月途中〜2008年3月）
大小関係なく「おめでたいこと」を、「兄貴」（鈴村）が「岩の字」（岩田）とハイテンションに祝うコーナー。

#### 刑事シリーズ
かまな〜い刑事 （2003年10月〜2004年3月）
タカ（キャスト：鈴村）とユージ（キャスト：岩田）が、盲目の愛に溺れているカップル（バカップル）による被害を受けたリスナーからのお便りを紹介するコーナー。
サーブ警察 （2004年4月〜9月）
対応の悪い店員による被害を受けたリスナーからのお便りを紹介するコーナー。
ヨッパー警部 （2004年10月〜2005年3月）
リスナーの、酔っ払いの人にされた嫌な事を紹介するコーナー。刑事シリーズでは唯一、鈴村が上司（ヨッパー警部）で岩田が部下（石原さん）の役に扮した。
イヌのお巡りさん・ハスキー&パグ　（2005年4月〜10月途中）
困ったルール、妙な貼り紙に関する話を紹介するコーナー。
占い仕置き人 （2005年10月〜2006年4月途中）
リスナーからの、占いを信用した結果酷い目にあった話を紹介するコーナー。
びんかん刑事／発展系 （2006年4月途中〜10月途中）
無神経な男による被害を受けたリスナーからのお便りを紹介するコーナー。
未来刑事／ロリコップ （2006年10月途中〜2007年7月途中）
「自意識過剰な人」による被害を受けつけ、公共の電波に乗せて公表するコーナー。本来、自意識過剰とは他人が自分をどう見ているのかを気にし過ぎている状態のことを指しているのだが、現実に番組に寄せられている苦情話はほとんどが「自慢話」や「えばる態度」、「勝手な思い込み」をされて気分が悪くなったという内容であり、「自意識過剰」を「自己愛過剰（ナルシスト）」と取り違えている面が少なからずあった。
甘曲がり署・血ぃすーたろ課（2003年4月〜2003年9月、2007年7月途中〜2008年3月）
ボス（キャスト：岩田）とトレパン刑事（キャスト：鈴村）が、リスナーから送られた血液型にまつわる告げ口を公共の電波に乗せて放つコーナー。キャラに扮している岩田、鈴村がともにA型であるためか、A型の人をかばい、それ以外の血液型の人に対してはかなり責め立てることがある。番組の立ち上がり当初にスタートし、一度は2003年9月に終了したが、2007年7月後半より約4年ぶりに復活した。ただし鈴村の扮するキャラクター「トレパン刑事」は2003年度版では人間だったが、2007年度版では前コーナーの「未来刑事ロリコップ」の流れを受けてアンドロイド（人造人間）になっていた。コーナーの最後に自爆するという設定も「未来刑事」からの継続だった。現在、刑事シリーズコーナーはこれを最後に休止している。

#### バーシリーズ
いずれも、ゲストが来店する回と、リスナーからのメールや葉書を紹介する回とがあった。
カモメ町の泣きバー （2003年4月〜2004年3月）
泣ける体験談を紹介するコーナー。末期は「思い出の品」におけるエピソードを紹介した。
甘酒横丁の叫びバー （2005年4月〜10月途中）
心の叫びがテーマ。
甘酒横丁のリ・Men-Bar （2005年10月途中〜2006年4月途中）
「もう一度会いたい、再会したい人への思い」を紹介するコーナー。

#### アミューズメントメディア総合学院の学生代表参加のコーナー
上岡麻佳の「方言クイズ/おえりゃあせん 」（2007年1月〜5月5日（ラジオ日本は5月7日））
AMGの選抜生徒上岡麻佳によるクイズコーナー。リスナーから募集したある地方でしか通じないような「コア」な方言を出題し、その方言を使った例文を岩田光央と鈴村健一が回答する。3人にはお茶が入ったコップが用意されており、2人がクイズに答えられたら出題者の上岡のコップに、答えられなかった場合は岩田、鈴村のコップに「お仕置きタバスコ」がドロップインされ、クイズ終了時にそれを飲まなければならない。3問出題される上に難易度は高めであるため、コーナー開始から最終回までとうとう岩田、鈴村の2人がタバスコを回避できたことはなく、上岡がおいしいお茶にありつくか、3人ともタバスコ入りのお茶を飲まざるを得なくなるかのどちらかになっていた。
西明日香の「聞き間違えクイズ/なんですかぁ」（2008年1月〜4月）
間違って聞こえたフレーズを聞き、本当は何と言われていたのかを岩田、鈴村が推理して解くコーナー。難易度は非常に高い上に、正解でなかった場合はリスナーより送られてきた「マジで凹む言葉」を容赦なく浴びせられる。
高木優子の「自炊ズ☆晩御飯クイズ」(2009年)
リスナーから寄せられた食事の材料を購入したレシートをもとに、岩田・鈴村がその日の食事のメニューを推理する。レシートには食事に関係のないもの(そもそも食材ではないもの)が含まれていることも少なくなかった。
高杉理奈の「真実の境界線」(2009年)
「全国の白黒つけたい皆さん」(リスナー)から寄せられたこの世の中に存在する「曖昧な案件」を岩田・鈴村・高杉(AMG選抜生徒)の三人が独自の解釈で「白黒つける」コーナー。議論がまとまらずに結論が出せなかった回もしばしば存在した。
高野宗大の「クイズ・着火系男子」(2010年)
兼定将司の「だじゃれ最前線」(2010年)
林田あゆみの「勝ち抜き☆フェチどっち」(2011年)
徳永真梨子の「マズ料理　選手権！！」(2013年)
増田由香利の「エンジョイゆかりの☆ますますリクエスト♪」(2013年)
菅沼千紗の「めざせ☆ボケモンマスター！」(2014年)
下辺有紗の「オンリーワンは☆ウチだっちゃ」(2015年)
青山玲菜の「とれんでぃ☆ハンター」（2016年２月～４月）

谷澤真菜の「ラジオわら人形」(2016年12月～）

#### アミューズメントメディア総合学院歴代の学生代表
2003年度〜伊東久美子、
2004年度〜高倉有加
2005年度〜藤井美波、田村知佳、いのこざゆき
2006年度〜上岡麻佳、前田紘代、
2007年度〜西明日香、吉本元喜、
2008年度〜高木優子、高杉理奈、森野愛、蝦名彩香、山岡ゆり、寸石和弘
2009年度〜高野宗大、金本理恵、新開健史、河内瞳、兼定将司、末柄里恵、岸端美帆
2010年度〜林田あゆみ
2011年度〜清水法子、土手愛美、森寛子、尾崎妹加、稲垣伸吾、岡田優依
2012年度〜徳永真梨子、井原正貴、田守悠花、中村圭、森裕美子、堀尾光佑、増田由香利、掛田彩
2013年度〜菅沼千紗、筒井花奈、堤理衣、西内菫、村田葉月、森良平、山口嘉之
2014年度〜下辺有紗、明石はるか、殖田育夢、上田紗江、福森聖月、坂根雄也
2015年度〜青山玲菜、孫崎愛菜、黒木ほの香、岸拓矢、地蔵竜希、加藤陽菜乃、高田利恵
2016年度〜谷澤真菜、石村真澄、小川凌輝、佐々木奈緒、山下琴美、和田ありさ

#### その他
いい男バンク （2003年4月〜2004年3月）
歴史、アニメ、その他もろもろ、リスナーの「かっこいい」と思う男性の名言を紹介するコーナー。番組開始当時の目玉的コーナーだった。
あんたも好きねぇ
2004年6月19日と26日の2回だけ放送されたコーナー。由来はかつてのある有名バラエティ番組の名コーナー。

## 企画・イベント、等
Vステ夏の陣・冬の陣に伴う生放送は除く
- 2003年12月13日(土)〜14日(日) 「Vステ冬の陣2003 サイクリングサイクリングヤッホー!」にて、「鈴村健一の挑戦!ちゃりんこ アーバンライナー」を決行。詳細は鈴村健一の項を参照。
- 2004年12月17日(金)〜19日(日) 「Vステ冬の陣'04 熱闘!!野球盤54時間耐久試合」開催。詳細はこちらを参照。
- ケータイ声優Vステーション：写真コラム「Re.ぱいたんぎょーざ」スペシャル
- 2005年10月2日(日) 大阪・淀屋橋 朝日生命ホールにて公開録音（OBC 10/8・RF 10/10放送分）　終了後、「飛び出せ!! スウィートイグニッション4」のお渡し会
- V-STATION TVにて、上記公開録音の模様を映像配信
- 2005年10月29日(土) ラジオ大阪東京支社スタジオから生放送（RF 10/31放送分）
- 2005年12月4日(日) 大阪・京橋 ツイン21アトリウムにて「STOP AIDS 特別番組」公開録音（OBC 12/10・RF 12/12放送分）
- 2005年12月17日(土) 大阪・京橋 ツイン21アトリウムにて、岩田光央が「Vステ手帳2006」のお渡し会
- 2005年12月31日(土) 大阪・京橋・松下IMPホールにて公開生放送　少々時間を挟んで、そのまま2005-2006 カウントダウンイベント（これも生放送）
- 2006年2月16日(日) 大阪・BIGCATにて、「スウィートイグニッション 2006 ライブ ソウル・イグニッション」開催
- 2006年2月25日(土) 渋谷・O-EASTにて、「スウィートイグニッション 2006 ライブ ソウル・イグニッション」開催
- 2006年6月10日(土) 大阪・弁天町 オーク200にて、「ソウルイグニッションライブCD」のお渡し会
- 2006年10月8日(日) 大阪・中之島「MUSIC CARNIVAL'06 大阪ニューオリンズ祭り」内、OBCブースにて、「Soul Ignition~岩田光央・鈴村健一Sweet Ignition First Live~」、「飛び出せ!!スウィートイグニッション5」のお渡し会
- 2006年12月2日(土) 大阪・京橋 ツイン21アトリウムにて「STOP AIDS 特別番組」公開録音（OBC 12/9・RF 12/11放送分）
- 2006年12月2日(土) ラジオ大阪本社Aスタジオから生放送（上述の公開録音後直行）
  - アニメロミックスプレゼンツ「甘酒横町の口説きバー」のみ事前収録
  - ラジオ日本 12/4放送分は別途収録
- 2006年12月15日(金)〜17日(日) 「Vステ冬の陣06 サンキュー!」にて、『岩田光央39歳の挑戦』39ヵ所ライブ!!を決行。詳細は岩田光央の項を参照。
  - スウィートジャッチ、アニメロミックスプレゼンツ「甘酒横丁の口説きバー」は事前収録
  - ラジオ日本 12/18放送分は別途収録
- 2007年6月16日(土) ラジオ大阪本社Aスタジオから生放送
  - アニメロミックスプレゼンツ「甘酒横丁の口説きバー」のみ事前収録
  - ラジオ日本 6/18放送分は別途収録
  - 注）2007年はVステ夏の陣が不開催となり、単独生放送が当番組と「ナナカナ」のみ行われた。
- 2007年11月3日(土) ラジオ大阪本社Aスタジオから生放送
  - アニメロミックスプレゼンツ「甘酒横丁の口説きバー」のみ事前収録
- 2008年3月2日(日) 渋谷C.C.Lemmonホールにて、「1314V-Station Presents Vステ Spring Live〜The first chapter」開催
  - スウィート・イグニッションとAN'S ALL STARSの合同ライブ
- 2008年5月3日(土) ラジオ大阪本社Aスタジオから生放送
  - アニメロミックスプレゼンツ「甘酒横丁の口説きバー」のみ事前収録
- 2008年5月4日(日) 大阪・心斎橋THE LIVE HOUSE somaにて、「岩田光央・鈴村健一　スウィートイグニッションみたいなトークライブ」開催
- 2008年8月2日(土) ラジオ大阪本社Aスタジオから生放送
- 2008年8月3日(日) 大阪・心斎橋THE LIVE HOUSE somaにて、「Vステ Spring Live　DVD発売記念イベント」開催
- 2009年6月13日(土) ラジオ大阪本社Aスタジオから生放送
- 2009年6月14日(日) Talk(おしゃべり)イグニッション(大阪・なんばHIPS 5階 スポーツバー「Dijest」)
- 2009年7月20日(月) Talk(おしゃべり)イグニッション(東京・芝浦 ライブハウス「Studo Cube 326」)
- 2009年8月30日(日) 「飛び出せ!スウィートイグニッション7」のお渡し会（キャラホビ2009 Vステショップ）
- 2009年9月12日(土) 「飛び出せ!スウィートイグニッション7」のお渡し会（大阪・なんばHIPS 5階 スポーツバー「Dijest」）
- 2009年9月13日(日) Talkと書いておしゃべりイグニッション（大阪・なんばHIPS 5階 スポーツバー「Dijest」）
- 2009年10月19日(月) Talkと書いておしゃべりイグニッション（東京・芝浦 ライブハウス「Studo Cube 326」）
- 2009年11月14日(土) 第8回Games Japan Festa 2009（大阪・南港 ATC Aホール）特設ステージにて公開録音（OBC 11月21日、RF 11月24日放送）
- 2009年11月14日(土) ラジオ大阪本社Aスタジオから生放送
- 2010年2月20日(土)~ 日本橋総合案内所にて番宣映像を公開
- 2010年3月1日(月) 「ニコニコラジオ大阪チャンネル」を開設
- 2010年3月6日(土) ラジオ大阪本社Aスタジオから生放送
- 2010年4月3日(土) 「飛鳥・藤原みやび祭」特設ステージにて公開録音（OBC 4月10日、RF 4月13日放送）
- 2010年4月3日(土) スクールカレンダーお渡し会ｉｎ弁天町（オーク２００のオーク広場）
- 2010年4月3日(土) ラジオ大阪本社Aスタジオから生放送
- 2010年5月8日(土) ラジオ大阪本社Aスタジオから生放送
- 2010年5月9日(日) おしゃべりイグニッション（大阪・なんばHIPS 5階 スポーツバー「Dijest」）
- 2010年5月30日(月) おしゃべりイグニッション（東京・芝浦 ライブハウス「Studo Cube 326」）
- 2010年7月10日(土) ラジオ大阪本社Aスタジオから生放送
- 2010年7月11日(日) おしゃべりイグニッション（大阪・なんばHIPS 5階 スポーツバー「Dijest」）
- 2010年8月16日(月) おしゃべりイグニッション（東京・芝浦 ライブハウス「Studo Cube 326」）
- 2010年10月23日(土) ラジオ大阪本社Aスタジオから生放送
- 2010年10月24日(日) おしゃべりイグニッション & 「飛び出せ8」お渡し会（大阪・なんばHIPS 5階 スポーツバー「Dijest」）
- (予定)
- 2010年11月13日(土) 第9回Games Japan Festa 2010（大阪・南港 ATC Aホール）特設ステージにて公開録音（OBC 11月20日、RF 11月23日放送）
- 2010年11月13日(土) ラジオ大阪本社Aスタジオから生放送
- 2010年11月23日(土) OBCラジオまつり 10万人のふれあい広場2010（大阪城公園・太陽の広場）
- 2010年12月6日(月) おしゃべりイグニッション（東京・芝浦 ライブハウス「Studo Cube 326」）
- 2011年1月29日(土) ラジオ大阪本社Aスタジオから生放送
- 2011年1月30日(日) おしゃべりイグニッション（大阪・なんばHIPS 5階 スポーツバー「Dijest」）

## テーマ曲
オープニング
- 冒頭30秒タイトルコール時：『Oh Yeah』（歌： Voices Of East Harlem）
- 提供、オープニングトーク時：『Strip Grind』（演奏：HIFANA）

エンディング
- 2003年放送開始 - 2007年8月、2008年2月 -：『海に降る雪〜snow in the sea〜』（演奏： PE'Z） - 同曲は鈴村健一出演のGAD GUARDでも使用されている
- 2007年9月頃 - 2008年1月：『LOVE』（歌：岩田光央） - 2007年9月に発売されたマキシシングル「M」のカップリング曲。岩田光央初の2ヵ月連続マキシシングル発売の第1弾

## エピソード
- バーシリーズのコーナーリニューアルがあると、なぜか鈴木千尋がよく初ゲストとしてやってくる。
- Vステ冬の陣04の企画『野球盤54時間耐久試合』では、本当に17日（金）の19:50から20日（月）1:50（19日〈日深夜〉）まで54時間ずっと野球盤を実施し、野球盤の実況として当時同局アナウンサーの松本恵治が出演した。2人が生放送およびイベント出演中に限ってはVステ冬の陣'04に出演した他のパーソナリティが代理をしたが、ロケバスの中や風呂に入っている間でさえ野球盤での試合を続けていた。寝ると「耐久」ではなくなるため寝ることも許されず、2晩連続の完徹、さらに野球盤終了後すぐに放送された未明2:00〜明朝5:00までの特番に出演後そのまま翌週の番組収録も行われたために3晩連続の徹夜となり、岩田、鈴村ともにかなりやつれてしまった。後に、「54時間も野球盤をする人なんてどこにもいないと思うので、ギネスに申請してみては」とリスナーから意見が届いたが、ギネスへの申請には200〜300万円ほどの高額な料金が必要であるため、経済的理由で投稿は断念された。
- 2006年1月21日・28日（ラジオ日本では1月23日・30日）放送分の収録では、岩田が妻である愛河里花子の出産立会いのため欠席した。その際コーナー進行の助っ人に鈴村と当時同事務所所属の檜山修之と鳥海浩輔が急遽参加した。鈴村が助っ人を2人に頼んだのは飲み会での勢いからであったが、鈴村曰く本当に2人はスケジュールの合間をぬって収録現場にやって来てくれた。
- 構成作家の川添法臣は、岩田の妻である愛河里花子の弟。
- 2020年4月11日放送分から7月18日放送分までは新型コロナウイルス感染拡大とそれに伴う緊急事態宣言の影響により、スタジオ収録を一旦休止。そのため、期間中は下記の対応が取られた。同年7月25日より通常通りのスタジオ収録に戻った。
  - 4月11日放送分は過去の放送分を再放送。
  - 4月18日放送分から7月18日放送分までは過去の放送分の一部に加え、2人によるリモート収録が行われた。
- 2024年5月25日放送分から8月3日放送分までの収録では、鈴村が体調不良のため欠席した。そのため、期間中は下記の対応が取られた。鈴村は同年8月10日放送分より復帰した。
  - 5月25日〜6月8日・7月6日放送分は岩田が単独で担当（5月25日はスペシャルゲストとして椎名へきるが出演）。
  - 6月15日放送分は森久保祥太郎が代理で担当。
  - 6月22日放送分は浪川大輔が代理で担当。
  - 6月29日・7月20日・8月3日放送分は葉山翔太が代理で担当。
  - 7月13日・7月27日放送分は神尾晋一郎が代理で担当。

## 番組CD & DVD

### 飛び出せ!!スウィートイグニッション
特記されない限りCD、▲印はラジオ大阪Vステ通販およびVステショップでのみ購入可、△印は2021年1月現在販売中のもの
- 飛び出せ!!スウィートイグニッション(2003年8月15日)
- △飛び出せ!!スウィートイグニッション2～ありがとう！丹沢ホーム篇～(2004年)
- ▲飛び出せ!!スウィートイグニッション3～萌える伊香保篇～(2004年)
- △飛び出せ!!スウィートイグニッションπ(2004年)
- △飛び出せ!!スウィートイグニッションπr2～ウクレレ・ソング大全集～(2005年)
- △飛び出せ!!スウィートイグニッション4～Vステ夏の陣で西へ篇～(2005年)
- 飛び出せ!!スウィートイグニッション5-甘酒横丁の口説きバー篇-　(2006年9月27日)
- 飛び出せ!!スウィートイグニッション The Motion Picture　(DVD)(2006年11月1日)
- △飛び出せ!!スウィートイグニッション6-えっ? 飛び出してない?-　(2007年)
- 飛び出せ!!スウィートイグニッション７　GREATEST HITS & SUMMER BREAK200Q(2009年9月26日)
- 飛び出せ!!スウィートイグニッション8 (2010年8月25日)
- 飛び出せ!!スウィートイグニッション9shu (2011年8月26日)
- 飛び出せ!!スウィートイグニッション10 十勝 (2012年11月23日)
- 飛び出せ!!スウィートイグニッションまだまだディケイド (2013年9月25日) - 番組10周年記念のCD & DVD
- △飛び出せ!!スウィートイグニッション11
- △飛び出せ!!スウィートイグニッション12～リスナーまかせの札幌めぐり～
- △飛び出せ!!スウィートイグニッション13～金沢～
- △飛び出せ!!スウィートイグニッション14@SHIZUOKA
- △飛び出せスウィートイグニッション15FINAL@OKINAWA

### SOUL IGNITION
- SOUL IGNITION　(CD)(2006年3月25日)
- SOUL IGNITION 岩田光央×鈴村健一 SWEET IGNITION FIRST LIVE　(DVD)(2006年9月29日)

### 岩田光央
- ハイ・テンション　(CD)(2003年4月25日)
- M　(CD)(2007年9月26日)
- S　(CD)(2007年10月24日)

### 鈴村健一
- 鈴村健一の挑戦!ちゃりんこ アーバンライナー (DVD)(2004年3月24日)
- box universe (CD)(2005年12月17日)
- 鈴村健一39歳の挑戦! 富士山~大阪390キロ全力中年チャリンコの旅（DVD）(2014年2月19日)

### スウィートイグニッションDX　シリーズ
全てDVD
- スウィートイグニッション Thank You 39LIVE DX (2007年4月25日)
- スウィートイグニッションDX IWATE ふるさと Walker (2007年7月27日)
- スウィートイグニッションDX Domino DREAM MAKERS (2007年)

### その他
- ドラマCD『ナースウィッチ小麦ちゃんマジカルて』風雲弁天町!Vステ春の陣 小麦危機一髪  (2005年6月25日)
- ライブDVD『Vステ　Spring Live』(スウィートイグニッション・AN'S ALL STARS)　(2008年7月27日)